# Notre-Dame du Breuil
Notre-Dame du Breuil és una església catòlica a la localitat d'Albi, (departament del Tarn, França).
L'església es va construir entre 1959 i 1962, amb els plans dels arquitectes Georges Mas i Gérard Sacquin, per a satisfer les necessitats dels feligresos dels nous barris de Breuil i Mazicou. L'edifici està registrat com a monument històric des del 3 de juny de 2005.
L'església és un edifici de formigó armat i maons. La seva estructura massissa i reforçada està inspirada en la catedral de Santa Cecília d'Albi. A l'interior, el formigó es deixa aspre al voltant de les vores. Els vitralls són de Raymond Clercq-Roques.